# Ergebnisse der Oberbürgermeisterwahlen in München
Die Ergebnisse der Oberbürgermeisterwahlen in München führen alle Wahlen seit 1946 auf.

## Parteien und Wählergruppen
- AfD: Alternative für Deutschland
- APD: Autofahrer- und Bürgerinteressen Partei
- AUD: Aktionsgemeinschaft Unabhängiger Deutscher
- BBP: Bayerische Bürger Partei
- BBS: Bürgerrechtsbewegung Solidarität
- BHE: Bund der Heimatvertriebenen und Entrechteten
- B’90/Grüne: Bündnis 90/Die Grünen
- BP: Bayernpartei
- CMPD: Christliche Mitte
- CSU: Christlich-Soziale Union in Bayern
- DaGG: David gegen Goliath
- DKP: Deutsche Kommunistische Partei
- EAP: Europäische Arbeiter-Partei
- FDP: Freie Demokratische Partei
- FVP: Freiheitliche Volkspartei
- FW: Freie Wähler Bayern
- HP: Humanistische Partei
- KBW: Kommunistischer Bund Westdeutschland
- Die Linke
- MB: Münchner Block
- Mut
- NPD: Nationaldemokratische Partei Deutschlands
- ÖDP: Ökologisch-Demokratische Partei
- Die PARTEI: Partei für Arbeit, Rechtsstaat, Tierschutz, Elitenförderung und basisdemokratische Initiative
- PW: Parteifreie Wählerschaft
- REP: Die Republikaner
- SD72: Soziale Demokraten 72
- SdE: Sozialgemeinschaft der Entrechteten
- SPD: Sozialdemokratische Partei Deutschlands
- SRB: Sozialer Rathausblock
- Tierschutz: Partei Mensch Umwelt Tierschutz
- UWM: Unabhängige Wähler München

## Oberbürgermeisterwahlen
1946 und 1948 wurde der Oberbürgermeister zunächst vom Stadtrat und erst ab 1952 durch die Münchner Bürger selbst gewählt. Die Amtszeit des Oberbürgermeisters betrug zwischen 1948 und 1960 vier Jahre. Ab der 1960 beginnenden Amtszeit wird der Oberbürgermeister alle sechs Jahre direkt gewählt.
| Nr. | Datum              | Wahlsieger        | Partei | Stimmen          | weitere Kandidaten | Anmerkung |
| --- | ------------------ | ----------------- | ------ | ---------------- | --- | --- |
|     | 26. Mai 1946       | Karl Scharnagl    | CSU    | 35 (89,7 %)      | Die restlichen 4 Stimmen entfielen auf Thomas Wimmer (SPD) (10,3 %) | Am 4. Mai 1945 von der amerikanischen Besatzungsmacht als Oberbürgermeister eingesetzt Am 26. Mai 1946 vom Stadtrat mit 35 von 39 gültigen Stimmen gewählt                                                      |
|     | 1. Juli 1948       | Thomas Wimmer     | SPD    | 33 (66,0 %)      | Die restlichen 17 Stimmen waren Stimmenthaltungen (34,0 %) | Vom Stadtrat durch Stichwahl mit 33 von 50 Stimmen gewählt |
| 01. | 30. März 1952      | Thomas Wimmer     | SPD    | 233.846 (60,9 %) | Walther von Miller (CSU) (23,2 %); Anton Besold (BP) (10,9 %); Walther Sternfeld (FDP) (1,5); Edith Hoereth-Menge (SdE) (2,2 %); Emma Voßler (PW) (1,3 %) | Die Münchner wählten ihren Oberbürgermeister und den neuen Stadtrat erstmals selbst. |
| 02. | 18. März 1956      | Thomas Wimmer     | SPD    | 240.082 (58,3 %) | Otto Seemüller (CSU, MB, BHE) (38,1 %); Hans Keller (PW) (3,6 %) | Otto Seemüller war Gemeinschaftskandidat von drei Parteien |
| 03. | 27. März 1960      | Hans-Jochen Vogel | SPD    | 316.817 (64,2 %) | Josef Müller (CSU) (22,1 %); Adolf Hieber (BP) (10,4 %); Hans Keller (PW) (3,3 %) | Ab diesen Wahlen beträgt die Legislaturperiode für den Stadtrat und den Oberbürgermeister sechs Jahre, statt wie bisher vier Jahre.                                                                             |
| 04. | 13. März 1966      | Hans-Jochen Vogel | SPD    | 400.954 (78,0 %) | Georg Brauchle (CSU) (19,1 %); Hans Keller (PW) (2,2 %); Josef Ketzler (0,7 %) | |
| 05. | 11. Juni 1972      | Georg Kronawitter | SPD    | 299.314 (55,9 %) | Winfried Zehetmeier (CSU) (37,6 %); Hans A. Engelhard (FDP) (3,2 %); Günther Müller (SD72) (2,5 %); Hans Schneider (0,5 %); Hermann Buhl (0,3 %) | Die früheren Stadtbezirke 1, 2, 3 und 4 wurden zum 1. Stadtbezirk, sowie die früheren Stadtbezirke 14 und 15 zum 14. Stadtbezirk zusammengelegt                                                                 |
| 06. | 5. März 1978       | Erich Kiesl       | CSU    | 273.605 (51,4 %) | Max von Heckel (SPD) (39,2 %); Cornelia Schmalz-Jacobsen (FDP) (5,2 %); Helmut Gittel (SRB) (2,6 %); H. Schneider (0,6 %); Max Winkler (AUD) (0,4 %); G. Pemler (0,3 %); R. Steinäcker (0,2 %); K. Greller (KBW) (0,1 %); P. Stalleicher (0,0 %); A. Nusser (0,0 %)                           | |
| 07. | 18. März 1984      | Georg Kronawitter | SPD    | 253.942 (48,2 %) | Erich Kiesl (CSU) (44,3 % [41,9 %]); Manfred Brunner (FDP) (3,6 %); Georg Welsch (Grüne) (3,1 %); Horst Bergmann (DKP) (0,4 %); Georg Pemler (NPD) (0,3 %); Elke Fimmen (EAP) (0,1 %) | Durch Stichwahl am 1. April 1984 wurde Georg Kronawitter mit 337.196 (58,1 %) der Stimmen gewählt; mit Wirkung vom 1. Oktober 1983 wurden die früheren Stadtbezirke 6 und 8 zum 6. Stadtbezirk zusammengelegt   |
| 08. | 18. März 1990      | Georg Kronawitter | SPD    | 348.423 (61,6 %) | Hans Klein (CSU) (26,3 %); Ingrid Schönhuber (REP) (5,0 %); Sabine Csampai (Grüne) (4,0 %); Heidrun Kaspar (FDP) (2,2 %); Mechtild von Walter (ÖDP) (0,4 %); Kurt-Peter Neumann (BBP) (0,2 %); Doris Henkel (UWM) (0,2 %); Gudrun Fischer (HP) (0,1 %); Elke Fimmen (CMPD) (0,1 %)            | |
| 09. | 12. September 1993 | Christian Ude     | SPD    | 270.475 (50,8 %) | Peter Gauweiler (CSU) (43,3 %); Heinz F. Kremzow (REP) (2,8 %); Bernhard Fricke (DaGG) (1,7 %); Mechtild von Walter (ÖDP) (0,5 %); Herr Brenner (BP) (0,4 %); Frau Seligmann (APD) (0,3 %); Frau Kuffer (HP) (0,1 %); Elke Fimmen (BBS) (0,1 %); Frau Frank (FVP) (0,0 %)                     | Am 30. Juni 1993 trat Oberbürgermeister Georg Kronawitter vorzeitig von seinem Amt zurück. |
| 10. | 13. Juni 1999      | Christian Ude     | SPD    | 303.425 (61,2 %) | Aribert Wolf (CSU) (37,2 %); Rainer Stinner (FDP) (1,6 %) | Die Ergebnisse der Wahlen sind auf der Ebene der Bezirke nicht mit denen der vorangehenden Wahlen vergleichbar, da am 1. März 1996 eine Neueinteilung der Bezirke stattfand.                                    |
| 11. | 3. März 2002       | Christian Ude     | SPD    | 296.245 (64,5 %) | Hans Podiuk (CSU) (29,2 %); Hep Monatzeder (Grüne) (2,7 %); Gabriele Neff (FDP) (1,5 %); Johann Weinfurtner (REP) (0,7 %); Gerhard Losher (FW) (0,7 %); Mechtild von Walter (ÖDP) (0,7 %) | Durch den vorzeitigen Rücktritt von Christian Ude fand die OB-Wahl zum ersten Mal seit 1990 wieder gleichzeitig mit den Stadtratswahlen statt.                                                                  |
| 12. | 2. März 2008       | Christian Ude     | SPD    | 312.526 (66,8 %) | Josef Schmid (CSU) (24,4 %); Hep Monatzeder (Grüne) (3,4 %); Michael Mattar (FDP) (2,7 %); Michael Piazolo (FW) (1,7 %); Markus Hollemann (ÖDP) (1,0 %) | |
| 13. | 16. März 2014      | Dieter Reiter     | SPD    | 183.903 (40,4 %) | Josef Schmid (CSU) (36,7 % [43,3 %]); Sabine Nallinger (Grüne) (14,7 %); Michael Mattar (FDP) (1,4 %); Brigitte Wolf (Die Linke) (1,2 %); Tobias Ruff (ÖDP) (1,1 %) | Durch Stichwahl am 30. März 2014 wurde Dieter Reiter mit 253.753 (56,7 %) der Stimmen gewählt; Christian Ude konnte nicht mehr antreten, da die gesetzliche Altersgrenze eine neuerliche Kandidatur ausschloss. |
| 14. | 15. März 2020      | Dieter Reiter     | SPD    | 259.928 (47,9 %) | Kristina Frank (CSU) (21,3 % [28,3 %]) Katrin Habenschaden (Grüne) (20,7 %) Wolfgang Wiehle (AfD) (2,8 %) Tobias Ruff (ÖDP) (1,6 %) Jörg Hoffmann (FDP) (1,5 %) Thomas Lechner (Die Linke) (1,3 %) Hans-Peter Mehling (FREIE WÄHLER / FW München) (0,9 %) Moritz Weixler (Die PARTEI) (0,6 %) | Bei der Stichwahl am 29. März 2020 wurde Dieter Reiter mit 401.859 (71,7 %) der Stimmen gewählt. Auf Grund der grassierenden COVID-19-Pandemie war die Stichwahl ausschließlich per Briefwahl möglich           |